# لويس (موسيقي)
لويس هو موسيقي ومغني وكاتب أغاني كندي، ولد في القرن العشرين.